# 石井英子
石井 英子（いしい ひでこ、1910年12月15日 - 1998年6月7日）は、講談の定席として知られた東京・上野の寄席「本牧亭」の経営者。

## 経歴
寄席「鈴本亭」（鈴本演芸場）の席亭であった鈴木孝一郎の三女として、東京・上野に生まれる。東京府立第一高等女学校（後の東京都立白鷗高等学校・附属中学校の前身）を卒業した。
曲芸師であった春本助次郎（2代目）と結婚し、娘2人をもうけるが、5年で死別する。
父・鈴木孝一郎は、戦後1948年に再開した本牧亭の経営を英子に委ね、席亭とした。1950年以降、本牧亭は40年にわたって講談の定席として維持されたが、1990年に閉場した。
1992年には、池之端の料理屋の2階に場所を移し、「池之端本牧亭」として、定員30人の小規模な形で本牧亭を再開したが、以降の経営は娘夫婦に委ね、長女の清水孝子を席亭とし、その夫清水基嘉を本牧亭社長として、自らは会長となって「隠居」を自称していた。
石井の死後、「池之端本牧亭」は2002年2月に閉場し、同年夏には上野1丁目に移転して、料理屋との兼業という形で本牧亭が再開されたが、こちらも2011年9月に閉場となった。

## 受賞
- 1989年 エイボン女性功績賞[2]
- 1990年 松尾芸能賞功労賞[2]

## 著書
- 本牧亭の灯は消えず、駸々堂出版、1991年、のちに中公文庫、2021年

## 大衆文化の中で
- 1963年に直木賞を受賞した安藤鶴夫の小説『巷談本牧亭』に登場する「おひでさん」は、石井をモデルとしている[4]。
- 講談師の神田陽子は、1989年に講談「本牧亭の灯は消えず 石井英子伝」を創作している[3]。